# 日産・V9X
日産・V9Xは、2008年よりルノーによって製造され、日産自動車およびルノーの乗用車に搭載されるディーゼルエンジンである。

## 概要
V9X型エンジンは2005年から欧州で日産とルノーにより共同開発された。当初はV型8気筒ディーゼルエンジンの開発も検討されたが、ルノーと共用でFF搭載の計画もあるため、最終的にV型6気筒 3.0リットルとすることが決定され、開発時には最高出力175kW、最大トルク550N·mおよび欧州の排出ガス基準、ユーロ5への適合が目標とされた。バンク角はガソリンエンジンのみの搭載を前提に開発されたモデルに縦置き、横置きのどちらでも搭載できるように65度となった。
サーモスタットの制御方式が日産では1980年代から採用されてきた入り口制御ではなく出口制御方式であった。M9Rも同様の方式であったが、R9Mから入り口制御に変更されている。
2008年10月に発表されたルノー・ラグナクーペに初めて搭載され、2010年にはインフィニティブランドによりV9X型を搭載したEX30d、FX30dが欧州で発売される。なお、このモデルはインフィニティブランドとしては初のディーゼルエンジン搭載車であり、また同年9月にはY51型フーガの欧州仕様車にV9X型エンジンを搭載したM30dの発売も予定されている。
また、2010年のモンディアル・ド・ロトモビルにおいて発表されたルノー・ラティテュードにも搭載される。

## 搭載車
- ルノー・ラグナクーペ
- ルノー・ラティテュード
- インフィニティ・QX50
- インフィニティ・QX70
- インフィニティ・Q70
- メルセデス・ベンツ・Xクラス
- 日産・ナバラ